# Liste der Stadtteile von Teheran

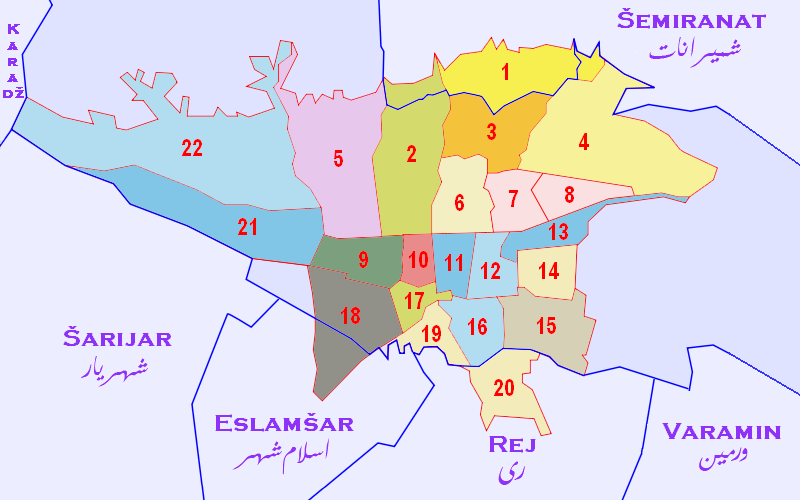

Dies ist eine Liste der Stadtteile von Teheran. Die Stadt ist untergliedert nach Bezirken und Unterbezirken. Teheran grenzt im Norden an Schemiranat, an Damāwand im Osten, Eslamschahr, Pakdascht und Rey im Süden und an Karadsch und Schahriyar im Westen.

## Nord
| Bezirk 1 - Čizar - Dar Abad - Darakeh - Darband - Džamaran - Velendschak - Gheytarieh - Nobonjad - Tadschrisch - Zaferanieh | Bezirk 2 - Farahzad - Shahrara - Gischā - Punak-e Bahtari - Sadat Abad - Sadegije - Šahrak-e Garb - Šahrak-e Žandarmeri - Tarascht - Tovhid | Bezirk 3 - Darrous - Davudije - Ehtijarije - Gholhak - Vanak - Žordan | Bezirk 5 - Bulvar-e Firdusi - Džanat Abad - Ekbātān - Punak | Bezirk 6 - Amir Abad - Aržantin - Jusef Abad - Park-e Lale |  |

## Ost
| Bezirk 4 - Hak Sefid - Hakimije - Lavizan - Ozgol - Pasdaran - Resalat - Šams Abad - Šemiran No - Tehranpars - Zargande | Bezirk 7 - Abas Abad - Behdžat Abad - Emam Hosein - Sabalan | Bezirk 8 - Moalem - Narmak - Samangan | Bezirk 13 - Dušan Tape - Niru Havaji - Teheran No | Bezirk 14 - Čaharsad Dastgah - Dulab - Esfahanak - Horasan - Sad Dastgah |  |

## Zentrum
| Bezirk 10 - Berjanak - Haft Čenar - Salsabil | Bezirk 11 - Dohanijat - Laškar - Monirije - Šejh Hadi | Bezirk 12 - Baharestan - Bazar-e Tehran - Firdusi - Gorgan - Park-e Schahr - Pič-e Šemiran | Bezirk 17 - Emamzade Hasan - Hazane Falah - Kale Morgi |  |

## Süd
| Bezirk 15 - Afsarije - Bisim - Havaran - Kijanšar - Masudije - Moširije | Bezirk 16 - Ali Abad - Bag-e Azari - Hazane Boharae - Jahči Abad - Nazi Abad | Bezirk 19 - Abdol Abad - Hava Niruz - Nemat Abad | Bezirk 20 - Dovlat Abad - Džavanm.-e Kasab - Ebn-e Babavejh - Hazrat-e Abdol-Azim - Sizdah-e Aban |  |

## West
| Bezirk 9 - Džej - Sar-Asjab | Bezirk 18 - Čahar Bari - Jaft Abad - Šad Abad - Šahrak-e Vali-Asr - Tolid Daru | Bezirk 21 - Iran Hodro - Tehransar - Vardavard | Bezirk 22 - Bag-e Hadž-Sejf - Kan - Kuj-e Sazman-e Barname - Parc Čitgar - Pejkanšar - Stadium-e Azadi - Šahrak-e Češme - Šahrak-e Rah-Ahan |  |